# 克莱门特·哥特瓦尔德
克莱门特·哥特瓦尔德（捷克語：Klement Gottwald；1896年11月23日—1953年3月14日），捷克斯洛伐克共产党的领导人，摩拉维亚的德裔。自1929年至1953年去世，他一直担任捷克斯洛伐克的领导人，1945年之前担任总书记，1945年之后任主席。1948-1953年，他是捷克斯洛伐克社会主义共和国的领导人。
《慕尼黑协定》签订后，捷克斯洛伐克第一共和国崩溃，第二共和国的右翼领导层取缔了共产党，迫使哥特瓦尔德于1938年11月流亡苏联。1943年，哥特瓦尔德与位于伦敦的捷克斯洛伐克流亡政府代表、总统爱德华·贝奈斯达成协议，统一国内外反法西斯势力并组建国民阵线。1946年7月至1948年6月，他担任捷克斯洛伐克第14任总统，同时他也是第一位担任这一职务的共产党人。二月事件4个月后的1948年6月，他在苏联的支持下夺取政权，当选为捷克斯洛伐克第一任共产党总统。直到他去世，他一直担任这一职务职位。

## 早年生活

### 童年和青年
1896年11月23日，克莱门特·哥特瓦尔德出生于摩拉维亚维绍（今捷克维什科夫）的一户贫农家庭。其母是一个未婚生子的女仆。他的父亲是捷克裔，母亲是德裔。青年时期，他在维也纳当过木匠学徒。1921年在维也纳加入社会民主青年组织。同年加入捷共。

### 个人生活
哥特瓦尔德娶玛塔·哥特瓦尔多娃为妻。玛塔来自一个贫苦的家庭，是一个私生女。尽管他的妻子一直支持着他的事业，是他的忠实伴侣，但她从未加入共产党。他们有一个女儿，也叫玛塔。

### 一战时期
1915年到1918年，哥特瓦尔德被征入伍，加入奥匈帝国军队。据信，他参加了兹博罗夫战役，这意味着他在那里与未来的捷克斯洛伐克将领、总统卢德维克·斯沃博达作战，后者此时站在捷克斯洛伐克军团一方。但军事历史学家 Thomas Jakl 则称哥特瓦尔德参加兹博罗夫战役是一个传说：在战役期间，哥特瓦尔德正处在维也纳的医院中。1918年夏天，哥特瓦尔德从军队中逃跑。捷克斯洛伐克第一共和国成立后，他在捷克斯洛伐克军队中服役了两年。1920-1921年，他在罗乌西诺夫担任木工。

## 职业生涯

### 体育组织者和记者
工人体育协会联盟（SDTJ）解散后，该组织中的亲共派系在1921年独立出来，成立了工人体育联盟联合会（FDTJ）。哥特瓦尔德统一了这一组织，在当地获得了相当大的影响力，并成为FDTJ在第20区的领袖。1921年6月，他参加了在布拉格举行的第一届斯巴达克运动会。1921年9月，他从罗乌西诺夫搬迁至班斯卡-比斯特里察，在那里他成为共产主义杂志《人民之声》的编辑。与此同时，他计划在班斯卡-比斯特里察举行FDTJ的活动。他成为了该区域的FDTJ领袖，并成为FDTJ第47区的常务领袖。之后，他搬迁至日利纳，并成为《斯巴达克斯》杂志的主编。1922年，他搬到了弗鲁特基，根据捷克斯洛伐克共产党中央委员会的指示，他们将一些共产主义杂志及其编辑合并在一起。1924年，编辑人员最终迁至俄斯特拉发，哥特瓦尔德最终定居在那里。

### 开始政治活动

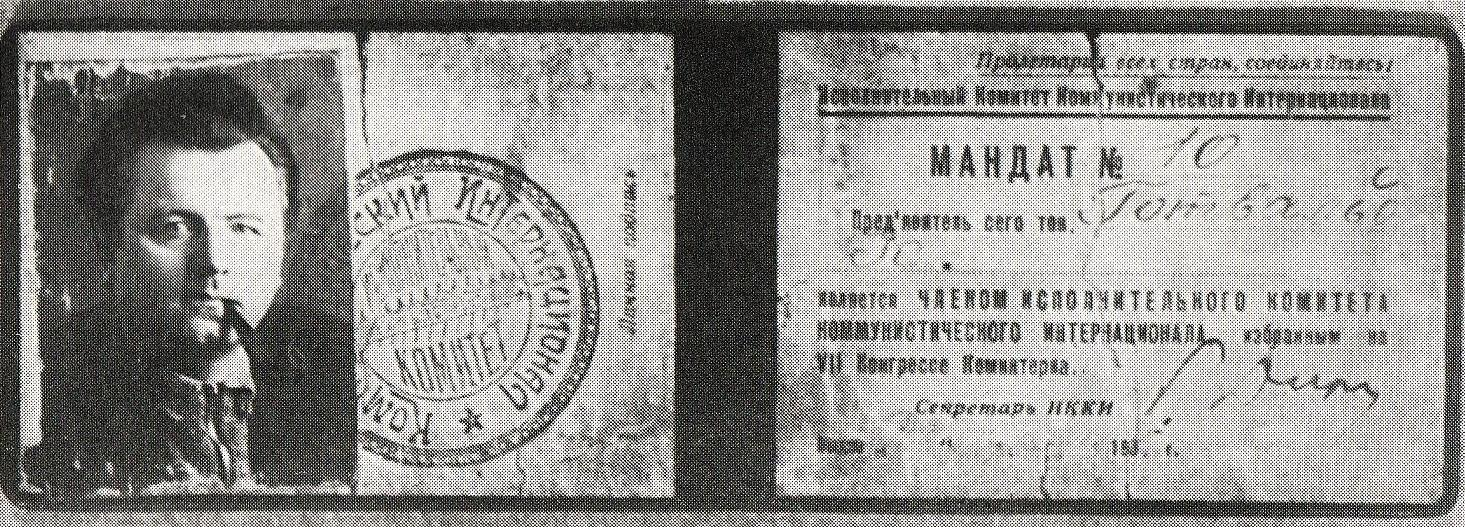
哥特瓦爾德於1935年出席共產國際大會的證件

在1925年捷共三大上当选为中央委员和政治局委员。1926年-1929年，他在布拉格工作，并协助捷共秘书处组建了一个琴莫斯科的反对派，以反对当时掌权的反莫斯科领导层。1928年出席共产国际六大，当选共产国际执委会委员。根据斯大林发起的共产国际政策，他实现了捷共的布尔什维克化。
1929年2月，在捷共五大上，哥特瓦尔德当选捷共总书记。他和约瑟夫·古特曼、扬·什维尔马、鲁道夫·斯兰斯基、瓦茨拉夫·柯别茨基、帕维尔·雷曼共同组成了一个非正式团体“卡林男孩”。
1930年下半年，捷共根据苏联的外交政策进行了一些改革，即引入“反法西斯人民阵线”的政策。1938年9月和10月，哥特瓦尔德是反对通过《慕尼黑协定》的主要领袖之一。
1934年到1936年在莫斯科居住。共产国际上当选为执委会主席团成员和书记处成员。

### 流亡苏联
在共产党被取缔后，哥特瓦尔德于1938年11月流亡苏联。在那里，他反对捷共支持《苏德互不侵犯条约》的政策。在1941年6月德国发动对苏联的袭击后，苏联领导层将反法西斯人民阵线视为在捷克斯洛伐克站稳脚跟的绝佳机会，这使得苏联在捷克斯洛伐克解放后支持哥特瓦尔德。1943年，哥特瓦尔德于在伦敦的捷克斯洛伐克流亡政府代表、总统爱德华·贝奈斯达成协议，统一国内外反法西斯势力并组建国民阵线。事实证明，这对哥特瓦尔德很有帮助，因为这有助于共产主义在战后的捷克斯洛伐克中确保影响力。

### 返回捷克斯洛伐克与导致政变的事件
1945年，哥特瓦尔德将总书记让与鲁道夫·斯兰斯基，并被选为党主席。1945年5月10日，哥特瓦尔德回到布拉格，并担任兹德涅克·费林格手下的共和国第一副总理及国民阵线主席。1946年3月，他率领捷共赢得38%的选票，并因此出任总理。这是当时捷克斯洛伐克政党在自由选举中取得的最佳表现。此前没有政党取得过超过25%的选票。
哥特瓦尔德是将德国裔驱逐出捷克斯洛伐克的坚定支持者，通过使用民族主义言论取得了许多捷克人的主流信誉。他激励人们“准备好为白山的最后复仇，将捷克的土地还给捷克人民。我们将永远驱逐所有外来德国贵族的后裔。”

## 政变
然而，到了1947年夏天，捷共的支持度已经大规模下降，尤其是在苏联向捷共施压，要求其在最初接受马歇尔计划而后又拒绝之后。大多数观察家认为，哥特瓦尔德将在1948年5月的选举中被赶下台。捷共声望的下降，加之法国、意大利将共产党人从联合政府中剔除的行为，促使斯大林命令哥特瓦尔德努力消除捷克斯洛伐克社会对共产主义的反对。
但是，表面上，哥特瓦尔德仍然保持着在体制内办事的样子，宣布他打算在即将到来的选举中带领捷共赢得绝对多数的选票——这是捷克斯洛伐克政党从未做到过的事情。最后的结局始于1948年2月，当时绝大多数的内阁成员要求共产党籍的内政部长瓦茨拉夫·诺塞克停止向警察部队中引入共产党人。在哥特瓦尔德的支持下，诺塞克无视了这一要求。作为对此的回应，12个非共产党籍的部长申请辞职。他们认为，如果没有他们的支持，哥特瓦尔德将无法执政，使得他被迫让步或辞职。贝奈斯最初支持他们的立场，并拒绝接受他们的辞职。在这一点上，哥特瓦尔德放弃了所有自由民主的伪装。他不仅拒绝辞职，而且以总罢工相挟要求任命一个共产党人主导的政府。他的共产党员同僚们占据了所有非共产党部长的办公室。
2月25日，由于担心苏联干涉，贝奈斯屈服了。他接受了非共产党籍部长们的辞职，并按照哥特瓦尔德的要求任命了新部长。虽然表面上仍是一个联盟，但它由共产党人和亲莫斯科派的社会民主党人主导。其他政党在名义上仍有代表，但除了外交部长扬·马萨里克外，他们都是共产党员精心挑选的同路人。从那时起，哥特瓦尔德实际上成为了捷克斯洛伐克最有权势的人。

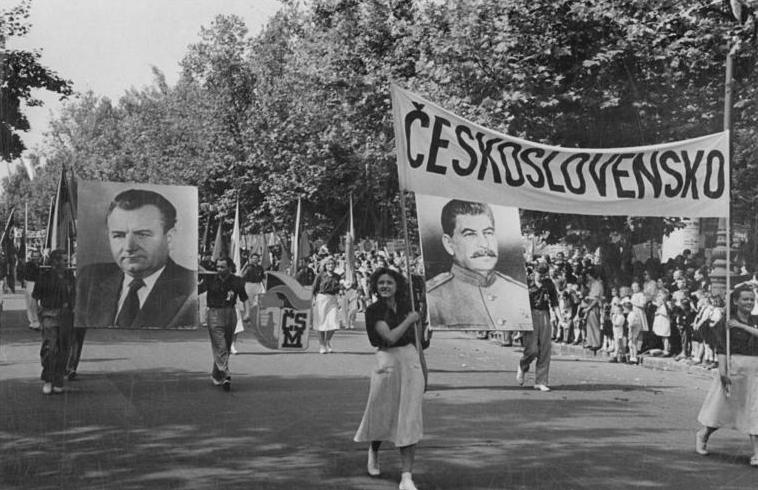
1949年八月在匈牙利布达佩斯举行的第二届世界青年与学生联欢节。图为捷克斯洛伐克代表团：左侧为哥特瓦尔德的肖像，右侧则为斯大林。

5月9日，国民议会批准了“五月九日宪法”。虽然并非完全的共产主义宪法，但其共产主义属性过强，导致贝奈斯拒绝签署。当月晚些时候，国民阵线进行了选举，一份名单向选民们表明国民阵线已经成为捷共控制的爱国组织。贝奈斯于6月2日辞职。根据1920年宪法，哥特瓦尔德接管了大部分总统职务，直到6月14日他正式当选总统。

## 捷克斯洛伐克领导人
哥特瓦尔德最初试图采取半独立的路线。然而在与斯大林会面后不久，情况就发生了改变。在斯大林的指导下，哥特瓦尔德将斯大林主义的苏维埃政府模式强行引入捷克斯洛伐克。他将本国工业国有化，并启动了捷克斯洛伐克的农业集体化。政府内部对苏联影响捷克斯洛伐克政治存在相当大的阻力，因此，哥特瓦尔德发动了一系列清洗。被认为是反对者的人常被判处入狱或强制劳动。他的政权进行了数次作秀审判，包括对非共产党政治家米拉达·霍拉科娃及共产党人鲁道夫·斯兰斯基与弗拉基米尔·克莱门蒂斯的审判，他们都于1952年12月被处决。在许多遭受作秀审判的都是二次世界大战期间围绕在哥特瓦尔德周围的共产党人。在1948年2月21日拍摄的一张著名照片中，克莱门蒂斯站在哥特瓦尔德旁边，米兰·昆德拉所著的《笑忘书》对此也有描写。1950年，克莱门蒂斯被起诉后，他被国家宣传部门从照片中抹去了。（摄影师卡雷尔·哈耶克也一并被抹去了。）

## 逝世

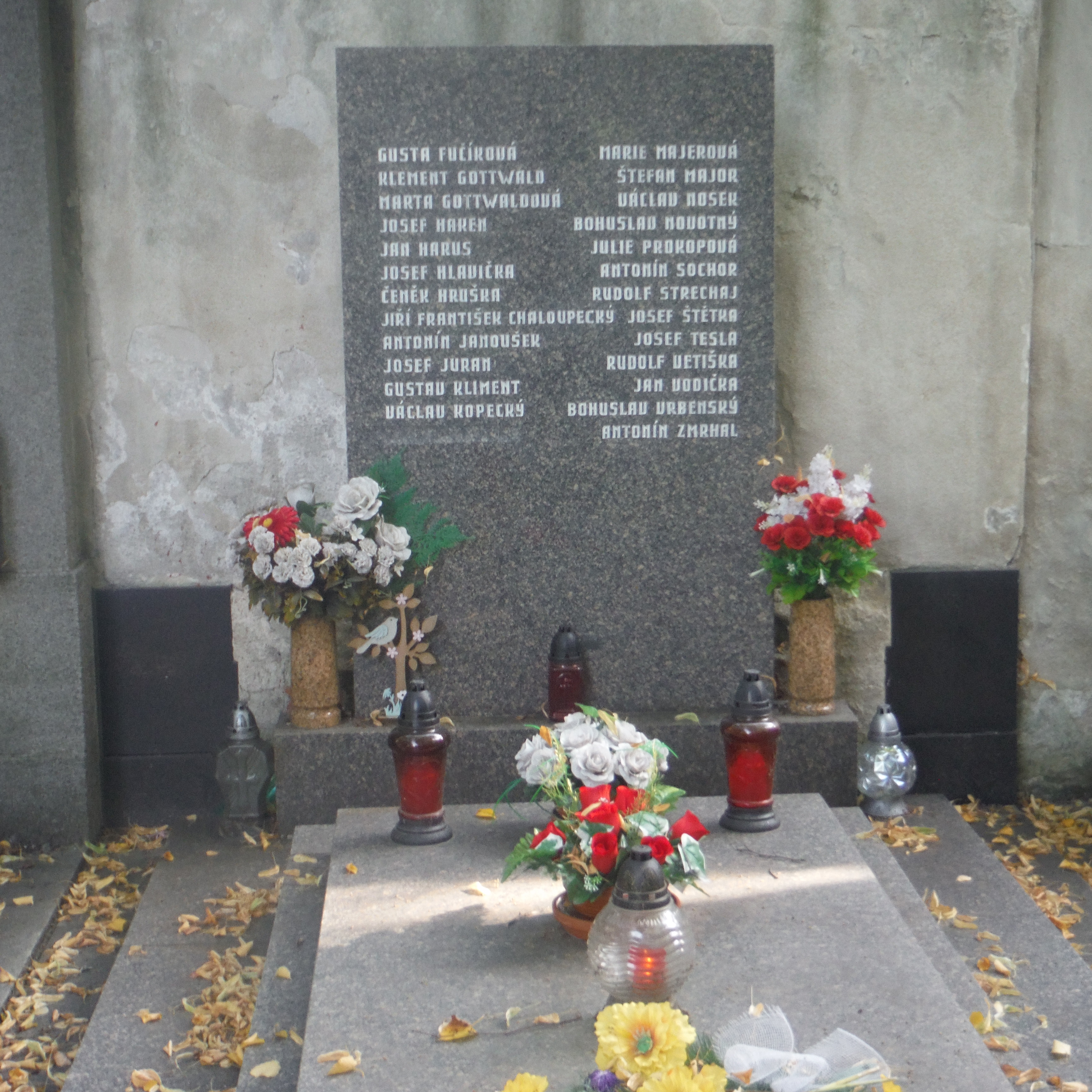
位于布拉格奧爾薩尼公墓的哥特瓦尔德的坟墓

哥特瓦尔德长期酗酒，患有年未愈的梅毒引发的心脏病。1953年3月9日，在参加斯大林的葬礼后不久，他的一条动脉破裂了。五天后的1953年3月14日，他于布拉格去世，终年56岁。他是第一位在任上去世的捷克斯洛伐克总统。
捷克斯洛伐克政府模仿列寧、斯大林，將他的遺體進行防腐處理，置於布拉格Žižkov区的扬·杰式卡維特科夫國家紀念碑供民眾永久瞻仰。1962年，个人崇拜结束，他的遗体被认为不应展示。有报道称，因保存不當，遺體在1962年腐敗，尽管其他目击者对此提出异议。他的遗体被捷克斯洛伐克政府火化，骨灰被送回纪念碑并被存入石棺中。
1990年，共产主义时期结束，哥特瓦爾德的骨灰被徹底遷出紀念碑內的陵寢，與其他身故的捷共領袖一同於布拉格的奧爾薩尼公墓安葬。捷克和摩拉维亚共产党现在维护着这个共同的坟墓。

## 遗产
在他逝世后，安东宁·诺沃提尼接替他作为捷克斯洛伐克的实际领导人，后者成为捷共的第一书记。自1948年以来一直担任总理的安托宁·萨波托斯基继任总统。
在1949至1989年，摩拉维亚地区的兹林曾以他的名字命名为哥特瓦尔多夫。1976年至1990年，乌克兰苏维埃社会主义共和国哈尔科夫州的兹米伊夫曾以他的名字命名为哥特瓦尔德。
布拉迪斯拉发的一个主要广场、公园曾以他的名字命名为“哥特瓦尔德广场”，天鹅绒革命后其立刻更名为“自由广场”。原名也保留到今天，当地人称这个广场为Gottko。布拉格的一座桥梁现在称为努斯尔桥（Nuselský most），它曾被称作哥特瓦尔德桥；与之相临的地铁站现在称作Vyšehrad，过去则称作哥特瓦尔多瓦。

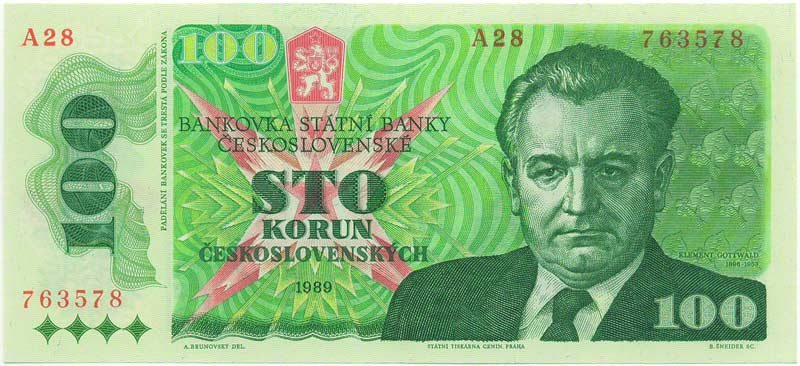
1989年发行的绘有哥特瓦尔德肖像的100克朗纸币

1989年10月1日，捷克斯洛伐克发行了包括哥特瓦尔德肖像的100克朗钞票，作为1985-89年钞票系列的一部分。这张钞票在捷克斯洛伐克人中反响相当差，故而于1990年12月3日从官方流通中撤出，并被此前发行的同面值钞票取代。
2005年，他在捷克电视台制作的《最伟大的捷克人》节目的调查中被选为“最伟大的恶棍”。他获得了26%的选票。
作为前东德领土的勃兰登堡州维瑟瑙有一条以哥特瓦尔德命名的街道。

## 荣誉
- 大十字级波兰复兴勋章（1947年）[16]
- 建设社会主义祖国勋章（1953年）[17]
- 社会主义勋章